# Ewiges Eis (Dornburg)

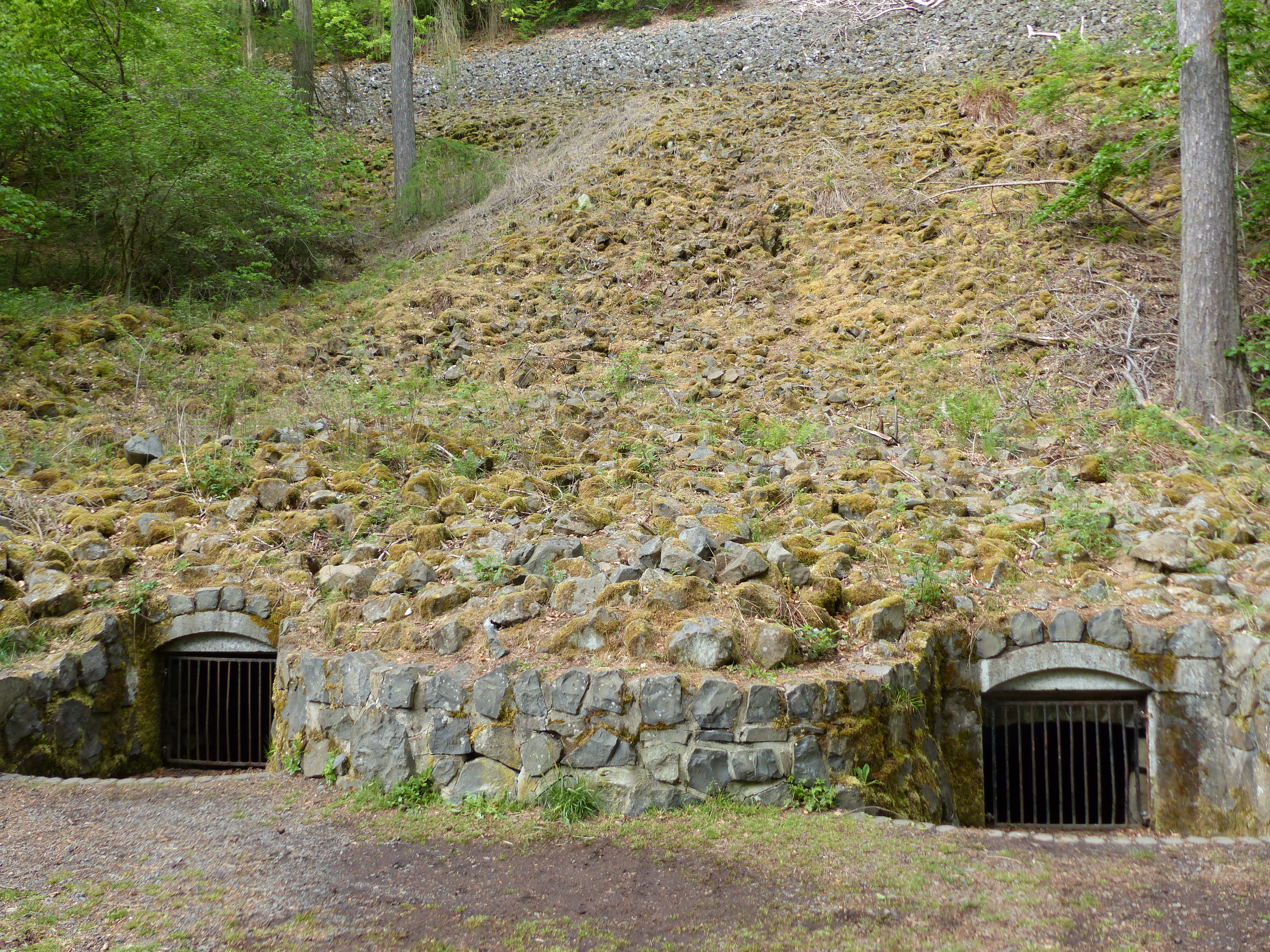
Die Geröllhalde mit den zwei Stolleneingängen

Das Ewige Eis ist ein in Hessen einzigartiges lokales Permafrost-Phänomen. Es befindet sich in einer Geröllhalde am Südhang des Berges Dornburg in der gleichnamigen Gemeinde nördlich von Limburg an der Lahn.
Das Ewige Eis ist ein Geotop des Nationalen Geoparks Westerwald-Lahn-Taunus.
In einer von der Heinz-Sielmann-Stiftung und dem Deutschen Wanderverband initiierten Abstimmung wurde das Phänomen 2023 zu Deutschlands Naturwunder gewählt.

## Beschreibung
Inmitten eines bewaldeten Hanges liegt eine unbewachsene steile Halde aus Basaltgeröll, die eine Fläche von rund 2400 Quadratmeter einnimmt und große Lücken zwischen den einzelnen Steinen aufweist.
Ab etwa 50 bis 80 cm Tiefe unterhalb der Oberfläche der Geröllhalde findet sich massives Eis in den Lücken zwischen den Steinen, das bis zu 2 Meter tief in die Halde hineinreicht. Darunter ist das Erdreich 5 bis 8 Meter tief gefroren.
Im Sommer schmilzt das Eis ab und der gefrorene Erdboden taut bis zu 2,5 Meter Tiefe auf. An winterlichen Frosttagen bildet sich das Eis neu.
Am Fuß der Halde, auf Höhe des vorbeiführenden Forstweges, befinden sich zwei gemauerte niedrige Stolleneingänge, die mit Eisengittern verschlossen sind.

## Wirkungsweise

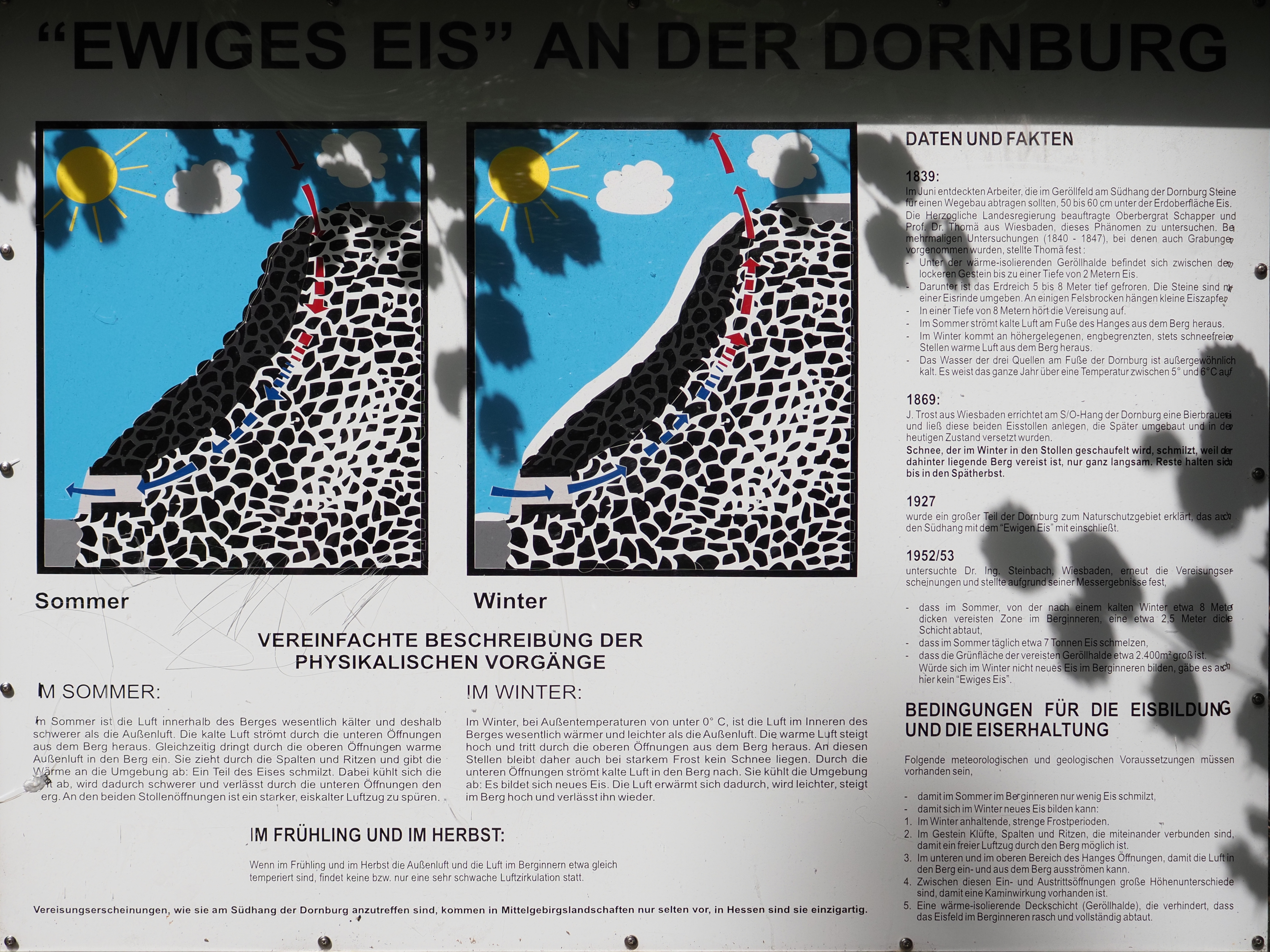
Infotafel mit Wirkungsprinzip und Geschichte

Wesentlich für das Phänomen sind die Höhe und Steilheit der Halde, durch die ein Kamineffekt entsteht, sowie die großen Lücken zwischen den Basaltsteinen, die einerseits das Innere der Halde gut nach außen isolieren, andererseits einen stetigen Luftzug durch die Halde hindurch ermöglichen.
- Im Winter ist die Luft innerhalb der Halde wärmer als die Außenluft und steigt deshalb auf. Feuchtkalte Außenluft strömt unten in die Halde nach, kühlt die Steine aus und bildet Eis. Die Luft erwärmt sich dabei und zieht nach oben aus der Halde ab. In den oberen Luftaustrittsbereichen ist die aus dem Boden steigende Wärme spürbar, hier liegt auch in strengen Wintern kein Schnee.

- Im Sommer kehren sich die Verhältnisse um: Die Luft innerhalb der Halde ist kühler als die Außenluft, sie sinkt ab, tritt unten (vor allem an den Stolleneingängen) aus der Halde aus und ist dort als eiskalter Luftzug wahrnehmbar. Die von oben einströmende Außenluft kühlt sich am bestehenden Eis rasch ab, wobei ihre gefrierende Feuchte einen Teil des geschmolzenen Eises ersetzt.

- In den Übergangszeiten kommt es zu keinem bedeutenden Luftaustausch, da die Temperaturunterschiede zu gering sind. Die ruhende Luft isoliert die Vereisung nach außen und hält sie im Wesentlichen unverändert.

## Geschichte
Entdeckt wurde die Vereisung im Juni 1839 von Arbeitern, die aus der Halde Material für den Wegebau abtragen sollten. Sie wurde anschließend bis 1847 vermessen und wissenschaftlich untersucht. Das Ewige Eis lieferte dabei auch eine Erklärung für die mit 5–6 °C auffallend niedrige Temperatur der drei Quellen am Fuß der Dornburg.
1869 wurde am Südosthang, unweit des Ewigen Eises, eine Brauerei errichtet, die es als Kältequelle nutzte. Dafür wurden die zwei Stollen am Fuß der Halde angelegt. Dort konnte im Winter Schnee hineingeschaufelt werden, der im Sommer nur sehr langsam abschmolz und bis in den Spätherbst hinein nutzbar blieb.
1927 wurde das Ewige Eis Teil des neu eingerichteten Naturschutzgebiets Dornburg. 1952–1953 wurde bei weiteren wissenschaftlichen Untersuchungen das genaue Ausmaß des sommerlichen Abtauens ermittelt.